# Cocido extremeño

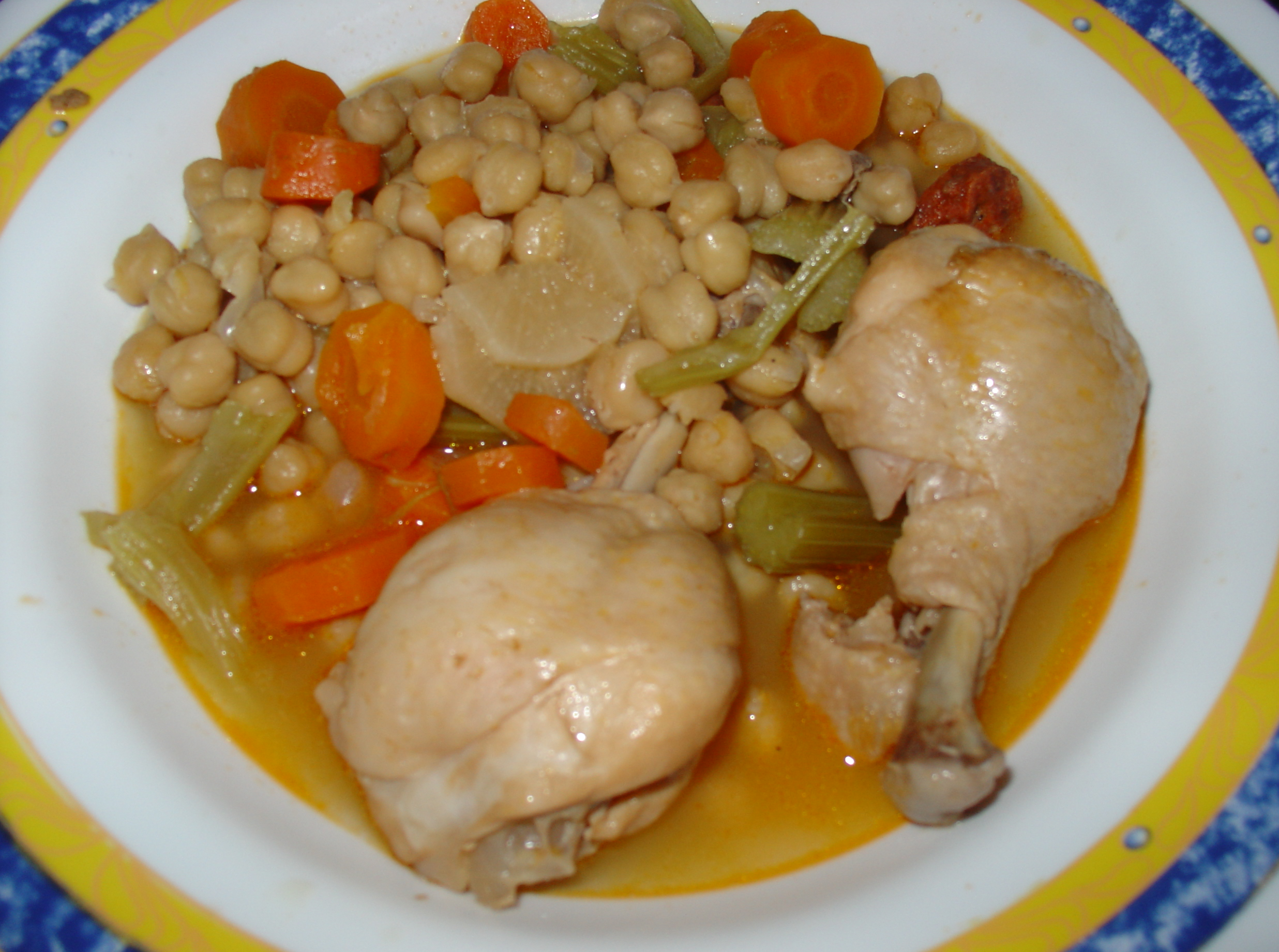
Plato de garbanzos

El Cocido extremeño es uno de los platos típicos de cocido en el que el ingrediente principal es el garbanzo (Cicer arietinum), acompañados de diversas carnes. Se distingue de la combinación de carne de gallina o pollo, el chorizo, el tocino y la morcilla del cerdo ibérico.